# Славица Ћуктераш
Славица Ћуктераш (Шабац, 28. јануар 1985) српска је певачица. Истакла се учешћем у првој сезони певачког такмичења Звезде Гранда (2003—2004).

## Биографија
Рођена је 28. јануара 1985. године у Шапцу. Свирала је виолину четири године. Након тога, уписала је и завршила нижу музичку школу, одсек Кларинет. По завршетку ниже музичке школе уписала је средњу музичку школу, Теоретски одсек.
Пред микрофон је први пут стала у шестој години са песмом Лепе Брене, уз коју је, како се тврди, одрасла. Узори су јој и Бијело дугме, Здравко Чолић и Светлана Ражнатовић Цеца. Пише и текстове за песме. Учествовала је у првој сезони музичког такмичења Звезде Гранда 2004. године и у финалу освојила шесто место. Исте године снимила је своју прву песму Живот ми одузми. Први албум Нема правила објавила је 2005. године. Хитови са албума су: Превари ме, Водка, Зваћеш је мојим именом... Наредне године учествује на Гранд фестивалу и објављује свој други албум са ког су највећи хитови песме Мргуд и Ћирибу, ћириба. На Гранд фестивалу 2008. године учествује са песмом Ја те само подсећам на њу и у финалу осваја шесто место. Исте године објављује албум Exclusiva са хитовима: Exclusiva, Манастир, Манија, Ружо бела... Албум Невреме објавила је 2011. године. Након четири снимњена албума, Славица се повукла са естраде и након годину и по дана, напустила је Гранд продукцију и пријавила се на други Пинков фестивал са песмом Просјак.
Затим се повукла са сцене и удала се за Владу Аврамова са којим има ћерку коју су добили 2016. године. Након три године музичке паузе, у 2018. години вратила се на сцену са песмом Да бих с тобом остала. Исте године је објавила песму и Буди само мој.

## Дискографија

### Албуми
- Нема правила (2005)
- Ћирибу, ћириба (2006)
- Exclusiva (2008)
- Невреме (2011)

### Синглови
- Живот ми одузми (2004)
- Тамо далеко -  са Тањом Савић, Банетом Мојићевићем, Стеваном Анђелковићем, Дарком Филиповићем
- Јачи пол - са Тањом Савић, Јадранком Барјактаровић, Милицом Тодоровић и Јованом Пајић
- Судбина - дует са Немањом Николићем (2006)
- Воли ме — дует са Банетом Мојићевићем (2006)
- Mon amour (2007)
- Крвна слика (2012)
- Тачно је — дует са Дадом Полументом (2012)
- Као нова (2013)
- 24 сата (2013)
- Просјак (2015)
- Да бих с тобом остала (2018)
- Буди само мој (2018)
- У пролазу (2018)
- Пун Гас (2019)
- Кобан или савршен (2020)
- За курвара (2021)
- Све ће бити океј - дует са Леном Чолак (2022)
- Најдраже ништа - дует са Ненадом Јовановићем (2024)
- Десет година - алтернатива (2025)
- Крвав дијамант (2025)

### Спотови
| Спот                       | Година | Режисер              |
| -------------------------- | ------ | -------------------- |
| Тамо далеко                | 2006   | CODE                 |
| Змија и жаба               | 2009   |                      |
| Као нова                   | 2013   | Дејан Милићевић      |
| Да бих с тобом остала      | 2018   | Миомир Милић         |
| Буди само мој              | 2018   | Миомир Милић         |
| У пролазу                  | 2018   | Миомир Милић         |
| Пун гас                    | 2019   | Андреја Дамњановић   |
| Back to 2000's Show        | 2021   | Studio VAV           |
| За курвара                 | 2021   | Горан В.Поповски     |
| Све ће бити океј           | 2022   | Андреја Дамњановић   |
| Десет година - алтернатива | 2025   | Vipper Media         |
| Крвав дијамант             | 2025   | Шљивић, Vipper Media |

## Фестивали
- 2006. Гранд фестивал — Мргуд
- 2006. Златиборска песма — Судбина — дует са Немањом Николићем
- 2008. Гранд фестивал — Ја те само подсећам на њу
- 2010. Гранд фестивал — Принче мој
- 2012. Гранд фестивал — Зрно отрова — дует са Ал Дином
- 2015. Pink music festival — Просјак